# ياهو (نبي)
ياهو هو ابن حناني، كان نبيًا مذكورًا في الكتاب المقدس العبري، وكان نشطًا خلال القرن التاسع قبل الميلاد.

## الرواية الكتابية
وفقًا للكتاب المقدس، أدان ياهو بعشا، ملك إسرائيل، وبيت بعشا، متهمًا إياه بجرّ الشعب إلى خطيئة عبادة الأصنام مثل سلفه يربعام. تنبأ ياهو قائلًا:
هأنذا أنزع نسل بعشا ونسل بيته، وأجعل بيتك كبيت يربعام بن نباط. فمن مات لبعشا في المدينة تأكله الكلاب، ومن مات له في الحقل تأكله طيور السماء سفر الملوك الأول 16: 3-4
وقد تحققت كلماته في عهد إيلاه ابن بعشا، عندما اغتال الخائن زمري إيلاه وقتل كل بيت بعشا ورفاقه.
تحدى ياهو أيضًا يهوشافاط، ملك يهوذا. انتهى تحالف يهوشافاط مع آخاب بموت الأخير في معركة راموت جلعاد. عاد يهوشافاط سالمًا، لكن ياهو وبخه على مساعدته الملك الشرير آخاب. وأضاف أن الرب وجد في الملك خيرًا، إذ نزع السواري من الأرض ووجّه قلبه نحو الله.

## أنظر أيضًا
- نحميا
- يهوشافاط
- بعشا
- التناخ
- اليهودية